# Champ Car

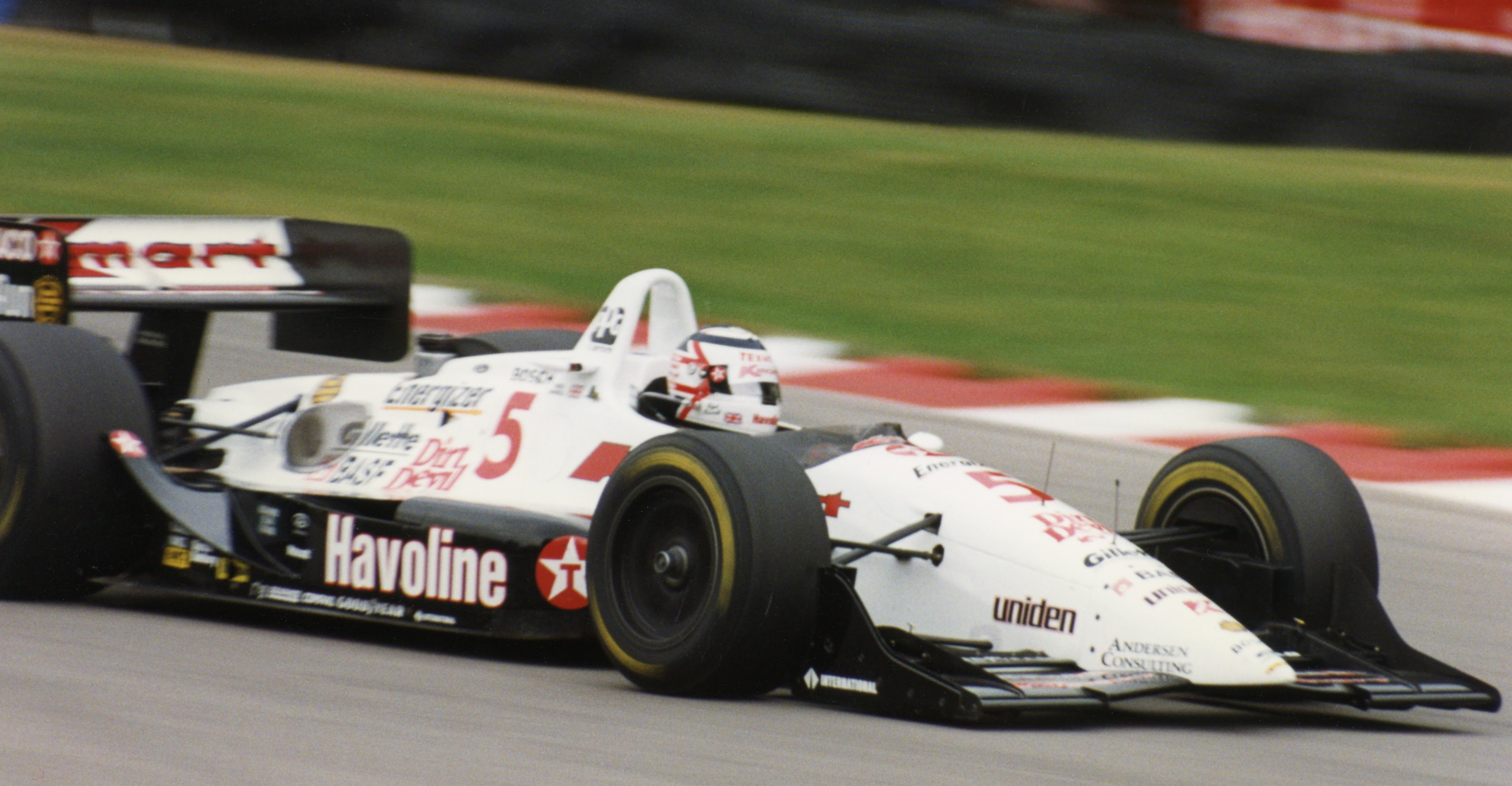
Nigel Mansell w samochodzie Champ Car w 1993 roku

Champ Car – seria wyścigowa samochodów tzw. open wheel (konstrukcja nadwozia pozbawiona błotników karoserii) w Stanach Zjednoczonych.
W latach 2004–2007 tożsama z mistrzostwami Bridgestone Presents Champ Car World Series Powered by Ford.

## Historia
Pierwsze mistrzostwa samochodowe w Stanach Zjednoczonych zorganizowano w 1902 roku, lecz oficjalna klasyfikacja została wprowadzona dopiero w 1919 roku, gdy zarządzanie serią przejął American Automobile Association (AAA). Równocześnie – w formie retrospekcji – przyznano tytuły mistrzowskie za wszystkie dotychczas rozegrane sezony.
W 1951 roku ponownie obliczono wyniki i w efekcie dwa tytuły mistrzowskie zostały przyznane innym kierowcom (dotyczyło to sezonów 1909 i 1920).
W 1956 roku pieczę nad mistrzostwami objął United States Automobile Club (USAC), którego rządy trwały przez następne 22 lata.
W 1978 roku Dan Gurney wraz z Rogerem Penske, Patem Patrickiem i kilkoma innymi właścicielami zespołów startujących w serii USAC stworzyli Championship Auto Racing Teams (CART), organizację mającą bronić praw zespołów i negocjować z władzami USAC zwiększenie wpływu na wizerunek serii (na wzór FOCA w Formule1). Ich żądania zostały odrzucone w związku z czym w 1979 roku CART stworzyło konkurencyjną serię wyścigową która bardzo szybko zyskała na popularności i dała początek tzw. ery nowożytnej wyścigów na kontynencie północnoamerykańskim.
Niezależnie od organizacji sankcjonującej mistrzostwa, ogólnie przyjęto nazwę Indy Car, określającą te zmagania. Sytuacja uległa zmianie w 1996 roku, gdy właściciel toru Indianapolis Motor Speedway, Tony George stworzył secesyjny cykl mistrzostw – Indy Racing League. Od tego momentu równolegle toczyła się walka o dwa tytuły mistrzowskie.
Po sezonie 2003 seria CART straciła głównego sponsora i dwóch z trzech dostawców silników, co w dużym stopniu przyczyniło się do jej bankructwa. Trzech właścicieli zespołów (Gerald Forsythe, Paul Gentilozzi i Kevin Kalkhoven) nabyli prawa do całego majątku organizacji i w 2004 roku cykl wystartował pod nazwą Champ Car World Series. Równocześnie był historycznym spadkobiercą i kontynuatorem mistrzostw organizowanych przez AAA i USAC.
Krótko przed rozpoczęciem sezonu 2008, Champ Car World Series połączyła się z konkurencyjną serią Indy Racing League (chociaż w rzeczywistości została przez nią wchłonięta). Stało się to 22 lutego, w efekcie czego spośród dziewięciu zespołów przygotowujących się do kolejnego sezonu Champ Car, jedynie pięć wystartowało w połączonej serii IndyCar. Zespoły które przeniosły się do nowej serii, dostały na początek nadwozia, opony i silniki, a także kilka dodatkowych sesji testowych oraz opiekę ze strony zespołów IRL.
Pierwszym kierowcą Champ Car, któremu po połączeniu obu serii udało się wygrać wyścig był 19-letni Graham Rahal z zespołu Newman/Haas/Lanigan Racing. Wygrał on drugi wyścig sezonu, który odbył się na torze ulicznym w St. Petersburg na Florydzie. Dla Rahala był to pierwszy start w nowej serii, ponieważ nie wystąpił w pierwszej rundzie sezonu na torze w Homestead z powodu wypadku na treningu. Mimo to pierwszy sezon nie był łatwy dla kierowców i zespołów przechodzących z Champ Car, najwyższe miejsce na koniec sezonu – dziewiąte – zajął Oriol Servià.

## Technologia

### Paliwo
Od początku istnienia tej serii wyścigowej, paliwem był przemysłowo czysty alkohol metylowy (CH3OH). Było to doskonałe paliwo ze względu na właściwości antystukowe, jak również ze względów bezpieczeństwa. Podczas dosyć częstych wypadków i kraks, dochodziło do rozlania się paliwa oraz pożarów. Pożar alkoholu metylowego bardzo łatwo gasi się wodą, ponieważ woda, rozcieńczając, czyni go niepalnym. Minusem jednak jest to, że w świetle dziennym płomień takiego pożaru jest ledwo widoczny, kierowcy często musieli poczuć wysoką temperaturę (nie widząc płomienia), zanim orientowali się, że wybuchł pożar.
Metanol, z uwagi na małą kaloryczność, musiał być stosowany w mieszankach dwukrotnie „bogatszych” w porównaniu do benzyny. Tym samym, częstsze były wizyty w boksie w celu napełnienia zbiorników świeżym paliwem. Dla przykładu, podczas typowego 500 milowego wyścigu, jakim był Indianapolis 500, kierowcy musieli zjeżdżać do boksu po paliwo minimum 7-8 razy, czyli mniej więcej co 25 minut.

### Silniki
Przez wiele dekad aż do końca istnienia tej serii dominującą specyfikacją w silnikach było ograniczenie pojemności do 2,65 l. W latach powojennych, do lat 70. XX wieku, 4-cylindrowe silniki marki Offenhauser z turbosprężarką zdominowały tę serię. Zwane potocznie „Offy”, silniki te posiadały istotną charakterystykę, otóż korpus silnika zwany potocznie blokiem, był w formie odlewu zintegrowany z głowicą. Eliminowało to potrzebę na dosyć wrażliwy element jakim zawsze była uszczelka pod głowicą oraz związane z tym problemy techniczne. Tymże sposobem silniki Offy były bardzo niezawodne, jednocześnie uzyskując sporą moc znamionową.
Silniki Offy niemalże do końca lat 60. były umieszczane w konstrukcjach bolidów z przodu samochodu. Colin Chapman, założyciel teamu Lotus w F1, pojawił się na wyścigu Champ Car Indianapolis 500 w 1965 r. z nowatorską i rewolucyjną konstrukcją bolidu Lotus 38, mającą silnik V8 zainstalowany za kierowcą. Bolid ten był napędzany nowym i już typowo rasowym silnikiem wyścigowym Forda, znanym jako DFV, skonstruowanym przez brytyjską firmę Cosworth. Wybitny brytyjski kierowca Jim Clark odniósł wtedy zwycięstwo, kreując nową erę technologii konstrukcji bolidów w tej serii.
Na początku lat 70. XX wieku firma Cosworth stworzyła komercyjną wersję swojego silnika wcześniej zastosowanego w Formule 1, na potrzeby teamów walczących w wyścigach Champ Car. Był to 8-cylindrowy silnik dostosowany do rygorów długich (500 mil, lub 800 km) wyścigów na torach owalnych, gdzie kierowcy pokonują obwód toru z minimalnym zdejmowaniem nogi z pedału „gazu”. Silnik Ford Cosworth DFX, jak go później nazwano posiadał podobnie jak Offenhauser, jedną turbosprężarkę, osiągając moc ok. 600 KM przy 10000 obr./min. Na początku lat 70. XX wieku ciśnienie turbodoładowania było dowolne i niekontrolowane przez organizatorów serii Champ Car. Warunki wytrzymałościowe silnika podczas wyścigów stanowiły granice ich mocy jakie były udostępniane przez teamy do dyspozycji kierowców, często z różnym skutkiem.
W połowie lat 70. XX wieku liczne wypadki spowodowane nagłymi wybuchami silników, spowodowały nałożenie ograniczeń przez organizatorów na maksymalny dopuszczalny poziom ciśnienia turbodoładowania. Początkowo był to limit 60 inHga, (ciśnienie 60 cali słupa rtęci w sensie absolutnym), czyli ok. 1 bara ciśnienia relatywnego. Z uwagi na eskalacje mocy oraz prędkości osiągane przez bolidy, limit ten był stopniowo bardziej ograniczany przez lata 80. (do 45 inHga) i 90. (do 40 a następnie do 38 inHga i do 35 inHga). W szczytowej formie tych silników we wczesnych latach tego wieku, ich moc osiągała poziom 950 KM przy 16000 obr./min, dając bolidom Champ Car możliwości uzyskania prędkości znacznie przewyższających bolidy Formuły 1. Tak duża prędkość obrotowa jest szczególnie imponująca zważywszy, że konstrukcja głowic tych silników nakładała obowiązek stosowania sprężyn śrubowych. Dodatkowo, korbowody musiały być wykonane ze stali, a nie jak w Formule 1 z tytanu. Dla porównania, w Formule 1 od 1993 r. stosowano pneumatyczne zamykanie zaworów zamiast sprężyn śrubowych, co dawało wymierne korzyści w sensie możliwości zwiększenia prędkości obrotowych silnika w celu uzyskania większej mocy.
Podczas ostatnich 30 lat istnienia tej serii, partycypowało w niej kilku prominentnych producentów samochodów. W latach 70. XX wieku Ford wodził prym ze swoim silnikiem DFX skonstruowanym przez firmę Cosworth. W 1986 roku zadebiutował silnik nowej konstrukcji marki Chevrolet budowany przez brytyjską firmę Ilmor. Silnik ten zapoczątkował swoisty „wyścig zbrojeń” przez kilka następnych lat dominując serię Champ Car, wtedy zwaną CART lub Indy Car. W tym czasie aczkolwiek krótko, Alfa Romeo również partycypowała, jednak bez znaczących wyników. W latach 90. XX wieku Ford, Honda oraz w późniejszym okresie Toyota bardzo intensywnie współzawodniczyły pomiędzy sobą o wygranie trofeum.
U schyłku komercyjnego istnienia tej serii, ekskluzywnie stosowano osłabioną wersję tych silników w wydaniu sponsorskim Forda. Ograniczono obroty na konto podwyższenia ciśnienia turbodoładowania, w celu uzyskania maksymalnie 750 KM.

## Mistrzowie
| Rok                                                             | Kierowca                  | Zespół                     | Nadwozie/Silnik           |
| SCCA/CART Indy Car Series                                       | SCCA/CART Indy Car Series | SCCA/CART Indy Car Series  | SCCA/CART Indy Car Series |
| --------------------------------------------------------------- | ------------------------- | -------------------------- | ------------------------- |
| 1979                                                            | Rick Mears                | Penske Racing              | Penske/Cosworth-Ford      |
| PPG CART IndyCar World Series                                   |                           |                            |                           |
| 1980                                                            | Johnny Rutherford         | Chaparral Racing           | Chaparral/Cosworth-Ford   |
| 1981                                                            | Rick Mears                | Penske Racing              | Penske/Cosworth-Ford      |
| 1982                                                            | Rick Mears                | Penske Racing              | Penske/Cosworth-Ford      |
| 1983                                                            | Al Unser                  | Penske Racing              | Penske/Cosworth-Ford      |
| 1984                                                            | Mario Andretti            | Newman/Haas Racing         | Lola/Cosworth-Ford        |
| 1985                                                            | Al Unser                  | Penske Racing              | March/Cosworth-Ford       |
| 1986                                                            | Bobby Rahal               | Truesports                 | March/Cosworth-Ford       |
| 1987                                                            | Bobby Rahal               | Truesports                 | Lola/Cosworth-Ford        |
| 1988                                                            | Danny Sullivan            | Penske Racing              | Penske/Chevrolet          |
| 1989                                                            | Emerson Fittipaldi        | Patrick Racing             | Penske/Chevrolet          |
| 1990                                                            | Al Unser Jr.              | Galles-Kraco Racing        | Lola/Chevrolet            |
| 1991                                                            | Michael Andretti          | Newman/Haas Racing         | Lola/Chevrolet            |
| 1992                                                            | Bobby Rahal               | Rahal/Hogan Racing         | Lola/Chevrolet            |
| 1993                                                            | Nigel Mansell             | Newman/Haas Racing         | Lola/Cosworth-Ford        |
| 1994                                                            | Al Unser Jr.              | Penske Racing              | Penske/Ilmor              |
| 1995                                                            | Jacques Villeneuve        | Team Green Racing          | Reynard/Cosworth-Ford     |
| 1996                                                            | Jimmy Vasser              | Chip Ganassi Racing        | Reynard/Honda             |
| PPG CART World Series                                           |                           |                            |                           |
| 1997                                                            | Alex Zanardi              | Chip Ganassi Racing        | Reynard/Honda             |
| FedEx Championship Series                                       |                           |                            |                           |
| 1998                                                            | Alex Zanardi              | Chip Ganassi Racing        | Reynard/Honda             |
| 1999                                                            | Juan Pablo Montoya        | Chip Ganassi Racing        | Reynard/Honda             |
| 2000                                                            | Gil de Ferran             | Penske Racing              | Reynard/Honda             |
| 2001                                                            | Gil de Ferran             | Penske Racing              | Reynard/Honda             |
| 2002                                                            | Cristiano da Matta        | Newman/Haas Racing         | Lola/Toyota               |
| Bridgestone Presents the Champ Car World Series Powered by Ford |                           |                            |                           |
| 2003                                                            | Paul Tracy                | Player's/Forsythe Racing   | Lola/Cosworth-Ford        |
| 2004                                                            | Sébastien Bourdais        | Newman/Haas Racing         | Lola/Cosworth-Ford        |
| 2005                                                            | Sébastien Bourdais        | Newman/Haas Racing         | Lola/Cosworth-Ford        |
| 2006                                                            | Sébastien Bourdais        | Newman/Haas Racing         | Lola/Cosworth-Ford        |
| Champ Car World Series                                          |                           |                            |                           |
| 2007                                                            | Sébastien Bourdais        | Newman/Haas/Lanigan Racing | Panoz/Cosworth            |